# فلورستا (بویاکا)
فلورستا (انگلیسی: Floresta, Boyacá) نام یک منطقه مسکونی در کلمبیا است.